# Dona Francisca
Dona Francisca är en kommun i Brasilien.   Den ligger i delstaten Rio Grande do Sul, i den södra delen av landet, 1 600 km söder om huvudstaden Brasília. Antalet invånare är 3 401.
I omgivningarna runt Dona Francisca växer huvudsakligen savannskog. Runt Dona Francisca är det ganska glesbefolkat, med 32 invånare per kvadratkilometer.